# Vivax
Zwem & Polovereniging Vivax is een vereniging uit de Nederlandse plaats Oegstgeest. De vereniging maakt gebruik van zwembad Poelmeer.

## Geschiedenis
Zwem & Polovereniging Vivax werd op 17 december 1968 opgericht door Leen van Ingen Schenau. De vereniging had in het begin nog geen naam. De heer Hasselman bedacht de naam 'Vivax', die "lang levend" en "levenskracht gevend" betekent. 
In de jaren 1972-'73 komt er een clubblad van de grond genaamd 'Langs de kant'. Begin 1973 treedt Van Ingen Schenau terug als voorzitter (hij bleef adviseur tot 1976) en wordt opgevolgd door D.H. Sloterdijk. Vanaf het begin lopen de financiën moeizaam ondanks dat er in de beginjaren geen badhuur werd geïnd en iedereen toch een abonnement had. Later wordt er wel badhuur gevraagd. In 1976 verkeert Vivax voor het eerst in financiële problemen, gelukkig komt er een lening van fl.2.500,- bij Poelmeer.
In 1979 worden drie teams van Vivax kampioen: Heren 1 wordt kampioen van de 4e klasse. Dames 1 kampioen 1e klasse kring en Aspiranten Meisjes 1. Tien jaar na de oprichting telt Vivax 9 waterpoloteams, een wedstrijdzwem-afdeling, diplomazwemmen en, op kleinere schaal, kunstzwemmen en schoonspringen. Een traditie die in de eerste jaren ontstond is de deelname aan de Deventer Koekstad Toernooien en de Utrechtse Waterpolodagen, waaraan met wisselende successen wordt deelgenomen. Ook neemt Vivax al gauw de organisatie van de schoolzwemwedstrijden in Oegstgeest over van zwemvereniging Poelmeer. Begin jaren tachtig wordt ook enkele malen het “Nationale Waterpolotoernooi” georganiseerd.
In 1982 vertrekt Sloterdijk plotseling als voorzitter, mevrouw Rompes neemt de taak over. Enkele jaren later wordt zij opgevolgd door Cor Prins en in 1985 neemt Joke Kwaad het roer over voor een langere periode. Het blijft sportief goed gaan met Vivax en door de jaren heen blijven de prestaties van vooral het eerste zevental zich ontwikkelen. Onder leiding van trainer/coach Frits Welling bereiken ze in de loop der jaren de eerste klasse bond van de KNZB. De jeugdafdeling behoort in die tijd tot de grootste van Nederland. Er ontstaan problemen wanneer de jongens aspiranten A kampioen wordt en kan promoveren. Dit gaat niet door: ze moeten dan verder weg spelen en daar is geen financiële dekking voor. In 1992 wordt het Vivax-jeugdplan gelanceerd om een betere doorstroming te garanderen van de jeugd naar de hogere waterpoloteams. Het hoogtepunt van het jeugdplan is het Nederlands kampioenschap van de pupillen A.
Na Joke Kwaad wisselen Hans Reesink en Ben Beeftink elkaar enkele malen af als voorzitter. Eind 2000 is Vivax genoodzaakt de wedstrijdzwemafdeling door een gebrek aan trainers en de hoge badhuur te beëindigen. Door een samenwerking met 'De Zijl-LGB' ontstond vanaf 2003 'De Zijl-LGB/Vivax' die in het eerste seizoen meteen succesvol is door met het Heren 1-team bij de eerste zes te eindigen in de KNZB hoofdklasse. Kort daarop gaan de twee verenigingen samen verder onder de nieuwe naam 'De Zijl Zwemsport'. Voor de damesafdeling wordt in het seizoen 2004-2005 de startgemeenschap ZVL opgericht door de  drie verenigingen in de regio Leiden en Oegstgeest. De letters ZVL staan voor De Zijl-LGB, Vivax en LZ 1886. . Met ZVL willen de verenigingen een hoofdrol vervullen in de nationale hoofdklasse van de dames.
In 2013 heeft Vivax na een stemming in de ALV de samenwerking met De Zijl LGB beëindigd. Sindsdien maakt de vereniging geen onderdeel meer uit van "De Zijl Zwemsport" (de samenwerking voor ZVL is nog steeds van kracht). Na het opzeggen van de startgemeenschap bleven er 2 herenteams over en wist de vereniging de jeugd uit de gemeente aan te trekken. Oud-zwemmers Nick Driebergen en Bas van Velthoven waren in deze tijd spelers van het eerste herenteam. 

In het seizoen 2017-2018 speelt Vivax nog met 1 herenteam (4e klasse District) en 1 D pupillenteam in de waterpolocompetitie.

## Erelijst

### Nationaal metZVL
- Landskampioen

2013-2014
- Super Cup

2012, 2013
- KNZB beker 3x

2011-2012, 2012-2013, 2013-2014
- KNZB Beker 2 (ManMeer!-Cup) 3x

2006-2007, 2012-2013, 2013-2014

### Internationaal metZVL
- Champions Cup

Final Four: 2007-2008
- LEN Trophy

kwartfinale: 2010-2011, 2011-2012, 2012-2013

## Waterpolo
De waterpolo-afdeling van de vereniging speelt op districtsniveau.

## Wedstrijdzwemmen
De wedstrijdzwemafdeling van de vereniging speelt op districtsniveau.

## Bekende (ex-)leden
- Iefke van Belkum (ZVL waterpolo)
- Marc van Belkum (waterpolo)
- Jantien Cabout (ZVL waterpolo)
- Mieke Cabout (ZVL waterpolo)
- Nick Driebergen (waterpolo)
- Biurakn Hakhverdian (ZVL waterpolo)
- Anne Heinis (ZVL waterpolo)
- Noeki Klein (ZVL waterpolo)
- Bas van Velthoven (waterpolo)